# Eddie Steeples
Eddie Steeples (* 25. November 1973 in Texas) ist ein US-amerikanischer Schauspieler. Bekannt ist er vor allem für seine Rolle als „Darnell Turner“ in der NBC-Sitcom My Name Is Earl.

## Biografie
Er studierte Theater an der St. Louis Repertory und zog Mitte der Neunziger nach New York City. Nach kleineren Arbeiten wurde er in die The Chris Rock Show eingeladen.
Nationale Bekanntheit erlangte er in den USA durch seine Auftritte als „Rubberband Man“ in einer preisgekrönten Werbereihe für OfficeMax, was ihm einen Platz auf der Liste der „World's Sexiest Men“ des Magazins People im Jahr 2004 einbrachte. Es folgten Filmengagements wie Hart am Limit bevor er 2005 eine Hauptrolle in der Serie My Name Is Earl bekam.
Steeples überlebte bei seinem Thailand-Aufenthalt am 26. Dezember 2004 den durch das Seebeben im Indischen Ozean 2004 ausgelösten Tsunami.

## Filmografie (Auswahl)
- 2005–2009: My Name Is Earl (Fernsehserie)
- 2006: Akeelah ist die Größte (Akeelah and the Bee)
- 2012: Tödliches Spiel – Would You Rather? (Would You Rather)
- 2012: Zombie Apocalypse
- 2012: Allein zu Haus: Der Weihnachts-Coup (Home Alone: The Holiday Heist, Fernsehfilm)
- 2015: Alvin und die Chipmunks: Road Chip (Alvin and the Chip Munks: The Road Chip)
- 2020: Jiu Jitsu
- 2022: Hot Seat